# Högsta ledare
Högsta ledare är en ordagrann eller fri översättning av det högsta politiska ämbetet i vissa länder, bland annat Iran och Nordkorea (koreanska: 위대한 수령; widaehan suryŏng).
Flera diktaturer och auktoritära länder har haft liknande titlar. Enligt ledarprincipen i den nazistiska och fascistiska ideologin är ledaren det främsta uttrycket för folket. Den högsta ledningen och makten inom staten låg hos en person, ledaren. I likhet med Tysklands Führer kallades ledaren i de fascistiska länderna i Italien (Benito Mussolini) för Duce, i Spanien (Francisco Franco) för Caudillo och i Rumänien (Ion Antonescu) för Conducător. I Rumänien kom även den kommunistiske ledaren Nicolae Ceaușescu att benämnas med epitetet Conducător.